# Макабејски устанак
Макабејски устанак је био оружана борба Јевреја у 2. веку пре н. е. против доминације Селеукида у Палестини.

## Позадина
Хеленизација Јевреја, започета у Палестини за време Александрових наследника из династије Птолемеја (312—198. пре н.е), настављена је за владавине Селеукида, што је, уз верске прогоне, био узрок избијању Макабејског устанка. На чело устанка стао је свештеник Мататија (енгл. Mattathiah Hashmonai), који се са својих пет синова одметнуо и окупио прву групу устаника.

## Ратне операције
Оружане акције почеле су 166. пре н.е. упадима устаника у градове и села, и борбом против војске и хеленизованих сународника, што се одразило на бројни пораст устаничких снага. После Мататијине смрти команду је преузео његов син Јуда, назван Макабејац (од хебрејске речи maqqābāh — чекић, што симболизује чврстину и одлучност), по којем је устанак и добио име. Примењујући тактику препада из заседа и ноћу, Јуда је однео неколико победа над снагама Селеукида и 164. пре н.е. продро у Јерусалим. Успешан развој устанка присилио је Селеукиде на офанзиву која се завршила њиховом победом 162. пре н.е. код Бет-Захарије (Bēth-Zĕkhariāh). Но, династичке борбе приморале су Селеукиде на покушај умиривања устанка признавањем Јеврејима верске слободе. Међутим, Јуда је наставио борбу и устанак је прерастао у рат за националну независност. После победе у близини Бет-Хорона (Bēth-Horon), марта 160. пре н.е, Јуда је погинуо исте године у изгубљеној бици код Еласе. Вођство устанка преузео је његов брат Јонатан, који је у Мичмашу прогласио независност Јудеје 156. пре н.е. и ушао у Јерусалим 152. пре н.е. Династичке борбе Селеукида омогућиле су му да прошири освојене области и учврсти јеврејску власт. После смрти 143. пре н.е. наследио га је трећи брат Симон, који је за војну помоћ Деметрију II Победнику у међусобним борбама Селеукида, за узврат добио 142. признање политичке независности Палестине. Самосталност хашмонејске државе признао је и римски Сенат 140. пре н.е.